# 威廉·亨利·皮克林
威廉·亨利·皮克林（英語：William Henry Pickering，1858年2月15日—1938年1月17日）是一名美国天文学家，土卫九的发现者。他是爱德华·皮克林的弟弟。

## 成就
1899年皮克林在1898年拍的底片上发现了土星的第九颗衛星。1905年他觉得自己在1904年拍的底片上还发现了土星的第十颗卫星，但是这个发现不是真的。
皮克林追随喬治·達爾文的理论，于1907年猜测月球曾经是地球的一部分，太平洋是它分裂出去后形成的。他还提出一个类似大陆漂移学说的理论（在阿尔弗雷德·魏格纳之前），认为美洲、亚洲、非洲和欧洲曾经组成一个统一的大陆，但是在月球分离后分开来了。
1908年的时候他评论当时还没有被发明的飞机道：“一个常见的幻想是在战时可以使用飞机向敌人扔炸弹”。
他带领观察日食的考察队和研究月球上的撞击坑。他猜测“月球昆虫”导致厄拉多塞陨石坑外形的变化。他宣称在月球上发现了植物。
1919年基于天王星和海王星轨道的异常他预言有一颗假設的海王星外天體，但是搜索威尔逊山天文台的照片未能找到这颗行星。1930年羅威爾天文台的克莱德·汤博发现了冥王星，但是冥王星的质量太小了，依然不能解释天王星和海王星的轨道。今天我们知道这些异常是因为当时计算行星轨道时对行星的质量的估计错误导致的。皮克林认为冥王星的符号里包括他和帕西瓦尔·罗威尔的名字缩写。
皮克林设计和建立了多座天文台或天文观察站，其中包括罗威尔的天文台。他晚年在牙买加他的私人天文台里待了很多时间。他发表了一份照片月球图。
月球上的皮克林陨石坑和火星上的皮克林陨击坑都是以他和他的哥哥命名的。